# Falk Neubert

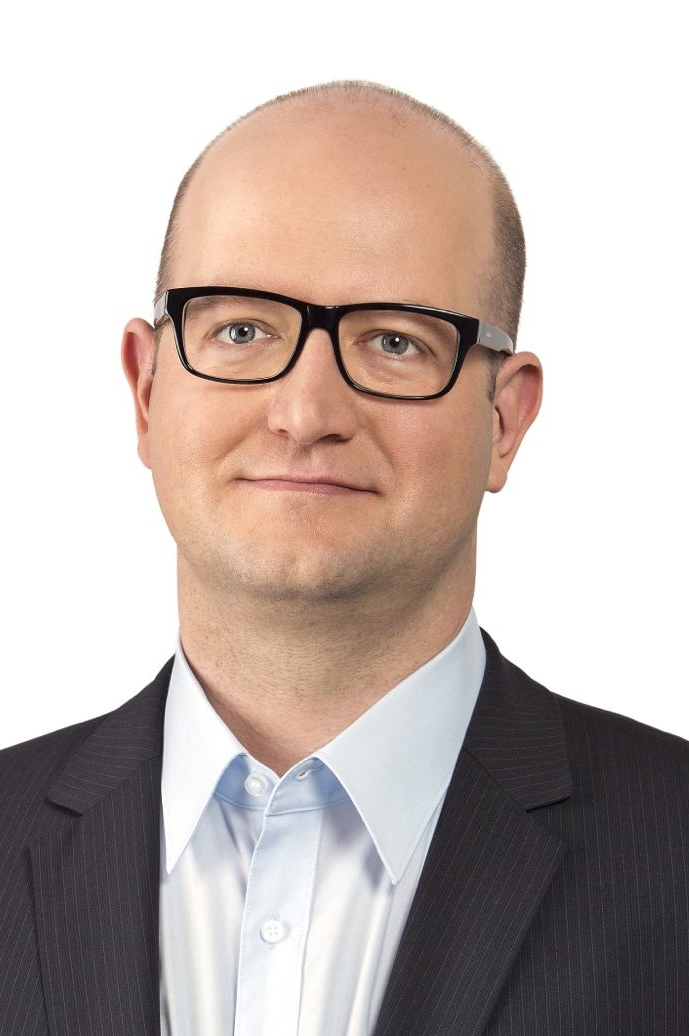
Falk Neubert, 2014

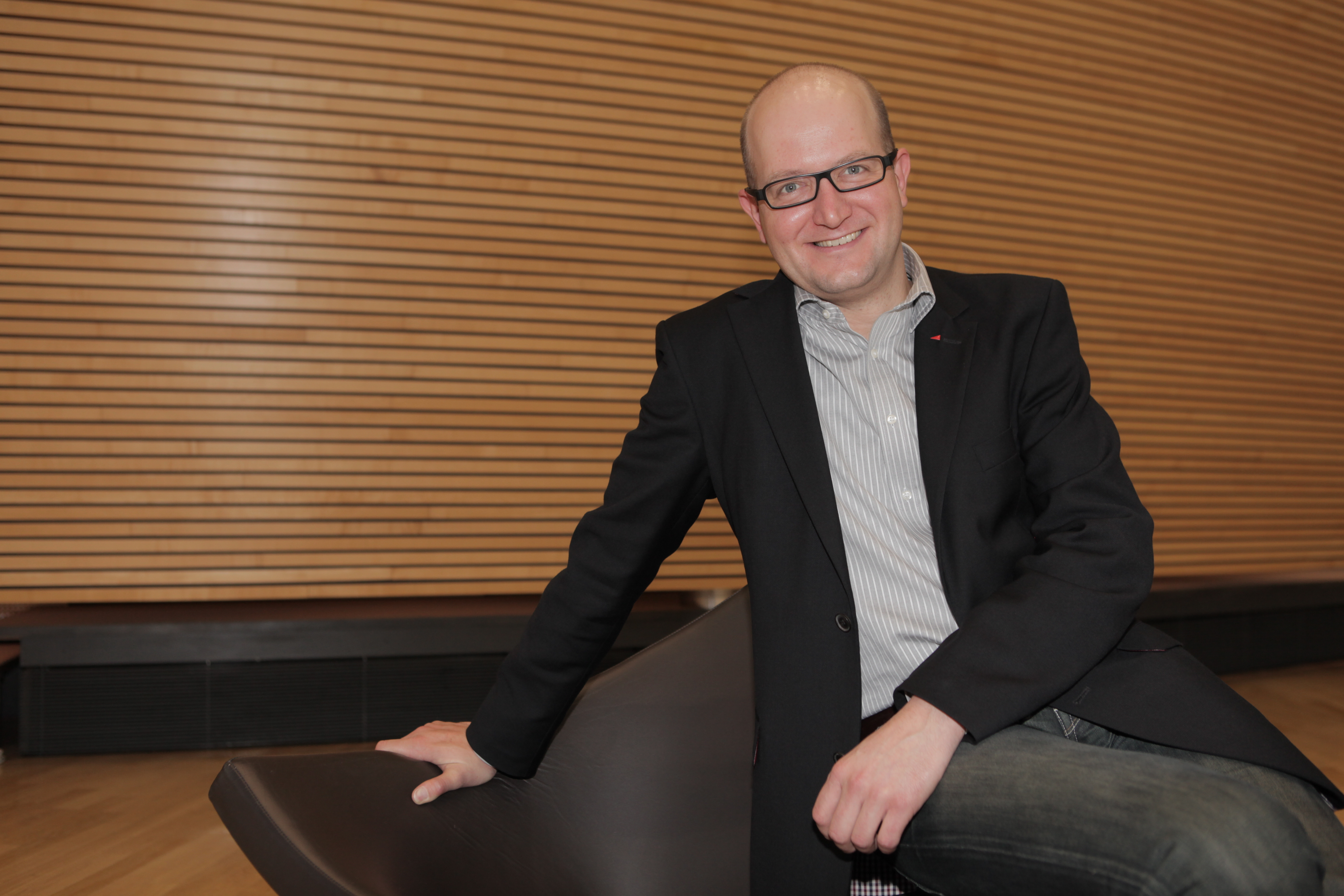
Falk Neubert im Foyer des Plenarsaals im Sächsischen Landtag (2010)

Falk Neubert (* 27. Januar 1974 in Dresden) ist ein deutscher Politiker (Die Linke). Von 2020 bis 2023 war er Regierungssprecher des Freistaates Thüringen. Zuvor war er von 1999 bis 2017 Mitglied des Sächsischen Landtags.

## Leben
Neubert besuchte von 1980 bis 1990 die Polytechnische Oberschule in Dresden. Danach absolvierte er bis 1993 eine Ausbildung zum Koch in Bad Peterstal-Griesbach (Schwarzwald). Auf dem zweiten Bildungsweg legte er nach einer Schulzeit von 1993 bis 1996 das Abitur ab. Von 1994 bis 1999 war er Mitarbeiter bei der PDS-Landtagsfraktion in Sachsen. Dann studierte er von 2000 bis 2008 an der TU Dresden Soziologie und Kommunikationswissenschaft, er beendete das Studium mit dem Grad „Magister Artium“. Seine Magisterarbeit schrieb er über das Verhältnis von landespolitischer Öffentlichkeitsarbeit und Journalismus unter Bezugnahme auf das Intereffikationsmodell. Neubert arbeitete ab 2017 im Thüringer Ministerium für Arbeit, Soziales, Gesundheit, Frauen und Familie als Leiter des Referates M2 Presse, Öffentlichkeitsarbeit, Grundsatzfragen, strategische Planung. Am 1. August 2020 wurde er Nachfolger von Günter Kolodziej als Regierungssprecher des Freistaates Thüringen (Kabinett Ramelow II). Dieses Amt hatte er bis zum 31. Juli 2023 inne. Ihm folgte Kathi Seefeld nach.
Neubert hat eine Tochter.

## Politik
Neubert trat 1994 in die PDS ein und übernahm in der PDS-Jugend Dresden von 1994 bis 1996 die Aufgabe des Sprechers. In den Jahren 1995 bis 1999 war er zudem Jugendpolitischer Sprecher im PDS-Landesvorstand. Von 2002 bis 2007 hatte er den Vorsitz des Weißeritzkreises inne. Kommunalpolitisch war er ab 2004 als Mitglied des Kreistags im Weißeritzkreis aktiv. Zudem war er dort ab 2007 Vorsitzender der Kreistagsfraktion DIE LINKE. 2008 bis 2009 war er Mitglied des Kreistags im Landkreis Sächsische Schweiz-Osterzgebirge und auch dort Vorsitzender der Kreistagsfraktion. 2009 verlegte Neubert seinen politischen Schwerpunkt nach Mittelsachsen und war von 2011 bis 2017 Kreisvorsitzender der Partei DIE LINKE.

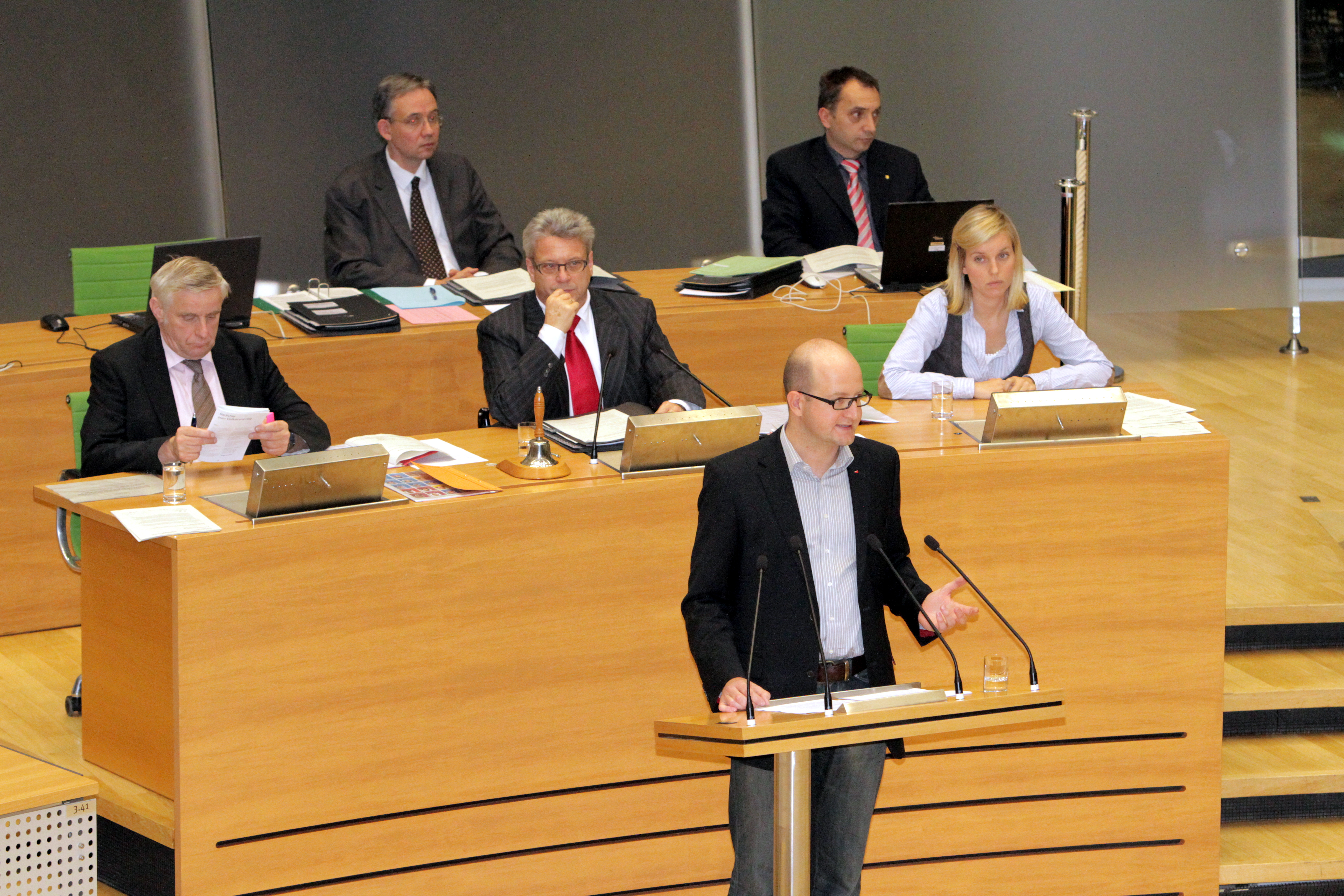
Falk Neubert im Plenarsaal (2010)

Neubert wurde 1999 in den Sächsischen Landtag gewählt und gehörte diesem damit ab der dritten Wahlperiode an. Bis 2009 war er zuständig für sozialpolitische Themen und danach für die dortige Fraktion DIE LINKE bis 2017 Sprecher für Hochschul-, Wissenschafts- und Medienpolitik. Neubert war bis 2017 Mitglied im MDR-Rundfunkrat und im Programmbeirat von ARTE Deutschland. Von 2012 bis 2014 war er Mitglied im ersten sächsischen NSU-Untersuchungsausschuss. 2017 legte er sein Landtagsmandat nieder.
In den Jahren 2003 bis 2008 war Neubert Koordinator des parteiinternen Netzwerkes der jungen bundes- bzw. landespolitischen Mandats- und Funktionsträger. Von 2008 bis 2015 war er Mitglied im neu gegründeten Bundesausschuss der Partei DIE LINKE und von Beginn an Mitglied im Präsidium des Bundesausschusses. Ebenfalls 2008 begann seine Arbeit in der Antragskommission des Bundesparteitags und von 2011 bis 2017 war er einer der beiden Sprecher der Antragskommission.

## Gerichtliche Auseinandersetzungen
Im September 2012 hob der Sächsische Landtag Neuberts Immunität auf. Die Staatsanwaltschaft Dresden warf ihm vor, gemeinsam mit anderen am 19. Februar 2011 in Dresden eine Nazidemo blockiert zu haben. Im Mai 2014 wurde Neubert vom Amtsgericht Dresden wegen grober Störung und dem Verstoß gegen das Versammlungsgesetz zu einer Geldstrafe von 1.500 Euro verurteilt. Seine Revision beim Oberlandesgericht wurde abgelehnt. Im Januar 2015 legte Neubert daraufhin Verfassungsbeschwerde sowohl beim Bundesverfassungsgericht (BVerfG) in Karlsruhe als auch beim Verfassungsgerichtshof in Leipzig ein. Diese wurde jedoch abgewiesen.
Im Jahr 2013 errang Neubert vor dem Landgericht einen Sieg gegen die als „Handygate“ bekannt gewordene nichtindividualisierte Funkzellenabfrage im Umfeld der Anti-Naziproteste mit 800.600 Verkehrsdaten in der Dresdner Südvorstadt. Alle erhobenen Daten mussten danach gelöscht werden. Zu einer zweiten, kleineren nichtindividualisierten Funkzellenabfrage an diesem Tag in Dresden reichte Neubert gemeinsam mit Rico Gebhardt Verfassungsbeschwerde beim Bundesverfassungsgericht ein. Auch gegen das Verbot des Mahngangs „Täterspuren“ im Februar 2011 errang Neubert vor dem Dresdner Verwaltungsgericht im Jahr 2013 einen Sieg gegen die Stadt Dresden. Die Richter bemängelten das geplante Trennungskonzept der Stadt.

## Veröffentlichung
- Falk Neubert: Sächsische Demokratie. Ein Erklärungsversuch. In: Imke Schmincke, Jasmin Siri (Hrsg.): NSU-Terror. Ermittlungen am rechten Abgrund. Ereignis, Kontexte, Diskurse. Transcript, Bielefeld 2013, ISBN 978-3-8376-2394-9, S. 79–90.
- Die informelle Öffentlichkeitsarbeit und ihre Bedeutung für die Nachrichtengenerierung. Tectum Verlag, Marburg 2014, ISBN 978-3-8288-3314-2.